# Natação no Campeonato Europeu de Esportes Aquáticos de 2021 - 100 m costas masculino
A prova dos 100 metros costas masculino da natação no Campeonato Europeu de Esportes Aquáticos de 2021 ocorreu nos dias 19 e 20 de maio na Arena Danúbio, em Budapeste na Hungria. 

## Calendário
| Fase          | Data       | Hora  |
| ------------- | ---------- | ----- |
| Eliminatórias | 19 de maio | 10:30 |
| Semifinal     | 19 de maio | 18:30 |
| Final         | 20 de maio | 18:06 |

Todos os horários estão no horário local (UTC+1)

## Recordes
Antes desta competição, os recordes eram os seguintes:
|                       | Nadador         | Tempo | Local          | Data                 |
| --------------------- | --------------- | ----- | -------------- | -------------------- |
| Recorde mundial       | Ryan Murphy     | 51.85 | Rio de Janeiro | 13 de agosto de 2016 |
| Recorde europeu       | Camille Lacourt | 52.11 | Budapeste      | 10 de agosto de 2010 |
| Recorde do campeonato | Camille Lacourt | 52.11 | Budapeste      | 10 de agosto de 2010 |

## Medalhistas
| Ouro                | Prata               | Bronze                                                |
| Robert Glință (ROU) | Hugo González (ESP) | Apostolos Christou (GRE) · Yohann Ndoye Brouard (FRA) |

## Resultados

### Eliminatórias
Esses foram os resultados das eliminatórias. 
| Pos. | Bateria | Raia | Nadador                    | Nacionalidade | Tempo   | Notas            |
| ---- | ------- | ---- | -------------------------- | ------------- | ------- | ---------------- |
| 1    | 5       | 4    | Kliment Kolesnikov         | Rússia        | 52.32   | Q                |
| 2    | 5       | 5    | Yohann Ndoye Brouard       | França        | 53.24   | Q                |
| 3    | 5       | 3    | Robert Glință              | Roménia       | 53.26   | Q,               |
| 4    | 5       | 6    | Hugo González              | Espanha       | 53.37   | Q                |
| 4    | 6       | 4    | Evgeny Rylov               | Rússia        | 53.37   | Q                |
| 6    | 4       | 4    | Thomas Ceccon              | Itália        | 53.43   | Q                |
| 7    | 4       | 5    | Mewen Tomac                | França        | 53.46   | Q                |
| 8    | 6       | 3    | Apostolos Christou         | Grécia        | 53.47   | Q                |
| 9    | 6       | 5    | Grigoriy Tarasevich        | Rússia        | 53.55   |                  |
| 10   | 6       | 1    | Roman Mityukov             | Suíça         | 53.87   | Q, RET           |
| 11   | 5       | 2    | Luke Greenbank             | Reino Unido   | 53.92   | Q                |
| 12   | 4       | 6    | Richárd Bohus              | Hungria       | 54.17   | Q                |
| 13   | 5       | 8    | Evangelos Makrygiannis     | Grécia        | 54.28   | Q                |
| 14   | 4       | 1    | Benedek Kovács             | Hungria       | 54.29   | Q                |
| 15   | 5       | 9    | Jan Čejka                  | Chéquia       | 54.33   | Q                |
| 15   | 4       | 3    | Simone Sabbioni            | Itália        | 54.33   | Q                |
| 17   | 6       | 8    | Tomáš Franta               | Chéquia       | 54.45   | Q                |
| 18   | 5       | 1    | Kacper Stokowski           | Polónia       | 54.49   | Q                |
| 19   | 6       | 2    | Ádám Telegdy               | Hungria       | 54.53   |                  |
| 20   | 3       | 5    | Viktar Staselovich         | Bielorrússia  | 54.55   |                  |
| 21   | 4       | 2    | Marek Ulrich               | Alemanha      | 54.58   |                  |
| 22   | 6       | 9    | Radosław Kawęcki           | Polónia       | 54.69   |                  |
| 23   | 3       | 8    | João Costa                 | Portugal      | 54.70   | Recorde nacional |
| 24   | 2       | 4    | Francisco Santos           | Portugal      | 54.72   |                  |
| 25   | 4       | 7    | Joe Litchfield             | Reino Unido   | 54.83   |                  |
| 26   | 3       | 3    | Thierry Bollin             | Suíça         | 54.86   |                  |
| 27   | 5       | 0    | Maxence Orange             | França        | 54.90   |                  |
| 28   | 3       | 4    | Nicolás García             | Espanha       | 54.97   |                  |
| 29   | 3       | 6    | Lorenzo Mora               | Itália        | 54.98   |                  |
| 30   | 4       | 8    | Brodie Williams            | Reino Unido   | 55.00   |                  |
| 31   | 3       | 7    | Ksawery Masiuk             | Polónia       | 55.02   |                  |
| 32   | 3       | 2    | Ádám Jászó                 | Hungria       | 55.18   |                  |
| 33   | 2       | 3    | Gustav Hökfelt             | Suécia        | 55.20   |                  |
| 34   | 3       | 9    | Manuel Martos              | Espanha       | 55.21   |                  |
| 35   | 2       | 5    | Tomasz Polewka             | Polónia       | 55.24   |                  |
| 36   | 4       | 9    | Elliot Clogg               | Reino Unido   | 55.35   |                  |
| 37   | 2       | 2    | Björn Kammann              | Alemanha      | 55.63   |                  |
| 38   | 3       | 0    | Evert Lelle                | Estónia       | 55.65   |                  |
| 39   | 6       | 0    | Michael Laitarovsky        | Israel        | 55.66   |                  |
| 40   | 4       | 0    | Matteo Restivo             | Itália        | 55.69   |                  |
| 41   | 2       | 7    | Ģirts Feldbergs            | Letônia       | 55.72   |                  |
| 42   | 5       | 7    | Mikita Tsmyh               | Bielorrússia  | 55.73   |                  |
| 43   | 2       | 9    | Erikas Grigaitis           | Lituânia      | 55.80   |                  |
| 44   | 2       | 8    | Max Mannes                 | Luxemburgo    | 55.83   | Recorde nacional |
| 45   | 3       | 1    | Kaloyan Levterov           | Bulgária      | 56.06   |                  |
| 46   | 2       | 6    | Adam Maraana               | Israel        | 56.19   |                  |
| 47   | 2       | 0    | David Gerchik              | Israel        | 56.29   |                  |
| 48   | 6       | 6    | Daniel Martin              | Roménia       | 56.38   |                  |
| 49   | 2       | 1    | Saša Boškan                | Eslovênia     | 56.48   |                  |
| 50   | 1       | 4    | Samuel Törnqvist           | Suécia        | 57.00   |                  |
| 51   | 1       | 6    | Primož Šenica Pavletič     | Eslovênia     | 57.16   |                  |
| 52   | 1       | 8    | Alex Ahtiainen             | Estónia       | 57.25   |                  |
| 53   | 1       | 7    | Melikşah Düğen             | Turquia       | 57.67   |                  |
| 54   | 1       | 3    | Filippos Iakovidis         | Chipre        | 57.88   |                  |
| 55   | 1       | 2    | Tomáš Ludvík               | Chéquia       | 58.19   |                  |
| 56   | 1       | 5    | Kristinn Þórarinsson       | Islândia      | 58.24   |                  |
| 57   | 1       | 1    | Tryfonas Hadjichristoforou | Chipre        | 58.50   |                  |
| 58   | 1       | 0    | Dren Ukimeraj              | Kosovo        | 1:03.65 |                  |
| 59   | 6       | 7    | Bernhard Reitshammer       | Áustria       | DNS     | DNS              |

### Semifinal
Esses foram os resultados das semifinais. 
Semifinal 1
| Pos. | Raia | Nadador              | Nacionalidade | Tempo | Notas |
| ---- | ---- | -------------------- | ------------- | ----- | ----- |
| 1    | 6    | Apostolos Christou   | Grécia        | 52.77 | Q,    |
| 2    | 4    | Yohann Ndoye Brouard | França        | 53.01 | Q     |
| 3    | 5    | Evgeny Rylov         | Rússia        | 53.15 | q     |
| 4    | 3    | Thomas Ceccon        | Itália        | 53.34 | q     |
| 5    | 7    | Benedek Kovács       | Hungria       | 54.36 |       |
| 6    | 2    | Richárd Bohus        | Hungria       | 54.42 |       |
| 7    | 8    | Kacper Stokowski     | Polónia       | 54.47 |       |
| 8    | 1    | Simone Sabbioni      | Itália        | 54.66 |       |

Semifinal 2
| Pos. | Raia | Nadador                | Nacionalidade | Tempo | Notas            |
| ---- | ---- | ---------------------- | ------------- | ----- | ---------------- |
| 1    | 6    | Mewen Tomac            | França        | 52.86 | Q                |
| 2    | 5    | Robert Glință          | Roménia       | 52.97 | Q,               |
| 3    | 3    | Hugo González          | Espanha       | 53.14 | q                |
| 4    | 2    | Luke Greenbank         | Reino Unido   | 53.69 | q                |
| 5    | 1    | Jan Čejka              | Chéquia       | 54.03 | Recorde nacional |
| 6    | 8    | Tomáš Franta           | Chéquia       | 54.21 |                  |
| 7    | 7    | Evangelos Makrygiannis | Grécia        | 54.32 |                  |
| 8    | 4    | Kliment Kolesnikov     | Rússia        | 54.86 |                  |

### Final
Esse foi o resultado da final. 
| Pos.              | Raia | Nadador              | Nacionalidade | Tempo | Notas            |
| ----------------- | ---- | -------------------- | ------------- | ----- | ---------------- |
| Medalha de ouro   | 3    | Robert Glință        | Roménia       | 52.88 | Recorde nacional |
| Medalha de prata  | 2    | Hugo González        | Espanha       | 52.90 |                  |
| Medalha de bronze | 4    | Apostolos Christou   | Grécia        | 52.97 |                  |
| Medalha de bronze | 6    | Yohann Ndoye Brouard | França        | 52.97 |                  |
| 5                 | 5    | Mewen Tomac          | França        | 53.00 |                  |
| 6                 | 1    | Thomas Ceccon        | Itália        | 53.02 |                  |
| 7                 | 8    | Luke Greenbank       | Reino Unido   | 53.34 |                  |
| 8                 | 7    | Evgeny Rylov         | Rússia        | 53.51 |                  |
| 7                 | 8    | Simone Sabbioni      | Itália        | 24.92 |                  |

Legenda
| Recorde mundial       | Recorde mundial (World record)               |                       | Recorde africano                      | Recorde africano (African) |                                           | Q | Classificado por posição (Qualified) |
| Recorde do campeonato | Recorde do campeonato (Championship record)  | Recorde da América    | Recorde da América (Americas)         | q                          | Classificado por melhor tempo (Qualified) |   |                                      |
| Melhor marca do ano   | Melhor marca do ano (World leading)          | Recorde asiático      | Recorde asiático (Asian)              | DNS                        | Não largou (Did not start)                |   |                                      |
| Recorde nacional      | Recorde nacional (National record)           | Recorde europeu       | Recorde europeu (European)            | DNF                        | Não terminou (Did not finish)             |   |                                      |
| Recorde pessoal       | Recorde pessoal do atleta (Personal best)    | Recorde da Oceania    | Recorde da Oceania (Oceania)          | DSQ / DQ                   | Desclassificado (Disqualified)            |   |                                      |
| Recorde da temporada  | Recorde da temporada do atleta (Season best) | Recorde sul-americano | Recorde sul-americano (South America) | NM                         | Sem marca (No mark)                       |   |                                      |